# Jean-Philippe Delhomme
Pour les articles homonymes, voir Delhomme.
Jean-Philippe Delhomme, né en 1959, est un écrivain, dessinateur, artiste peintre et illustrateur français.

## Biographie
Jean-Philippe Delhomme est né en 1959.
Diplômé de l'École nationale supérieure des arts décoratifs à Paris en 1985, il entame une  carrière d'illustrateur pour la Presse et la Publicité. Ses premiers dessins sont publiés dans Rock & Folk en 1983 , puis suivent des publications dans plusieurs magazines. À partir de 1987, il tient une chronique écrite et dessinée dans l'édition française du magazine Glamour, Polaroids de Jeunes Filles , jusqu'à la disparition du magazine en 1993. En 1988, il démarche à Londres et publie ses premières illustrations de Mode dans le British Vogue ; s'ensuivent des commandes régulières pour le magazine ainsi que pour The World of Interiors.
En 1990, la galerie Rohwedder expose ses peintures et dessins à Paris, et en 1993, il part montrer son travail à New York, et publie ses illustrations dans The New Yorker.
En 1993, il s'installe à New York, où il conçoit des campagnes publicitaires, par exemple pour Sotheby's, Saab ou Barneys New York.
Jean-Philippe Delhomme a exposé, entre autres, à Tokyo, Paris et Berlin. En Allemagne, ses illustrations ont été publiées dans le Kulturspiegel et le Süddeutsche Zeitung Magazin. De 2009 à 2013, il s'est attaché à illustrer les phénomènes stylistiques de la culture urbaine dans son blog The Unknown Hipster,. En 2015, le magazine ZEITmagazin a publié son Pariser Tagebuch, une chronique illustrée d'observations quotidiennes de la capitale française.
Il rencontre Ronnie Cooke-Newhouse, et Glenn O'Brien, alors Creative Director de Barneys New York qui lui commandent les illustrations de la campagne publicitaire pour l'ouverture du magasin Uptown à l'automne 1993. Les dessins à la gouache de Jean-Philippe Delhomme, accompagnés des légendes de Glenn O'Brien, sont publiés en 25 annonces dans la Presse ainsi qu'en affiches sur les bus et taxi New Yorkais. Cette campagne, rompant avec l'utilisation de la photo dans le domaine de la Mode, et placée sous le signe de l'humour, surprend et rencontre un succès public. La collaboration se poursuit au cours des 3 campagnes suivantes, avec notamment en 1994 pour l'ouverture du magasin de Los Angeles une série de billboards sur Sunset Boulevard[réf. souhaitée].
Entre 1998 et 1999, il tient une chronique régulière pour l'édition américaine du magazine House & Garden (en), dessins d'humour légendés sur le thème de la décoration.
Ces dessins seront réunis en un album, Le Drame de la Déco, publié en 2000 en France par les Éditions Denoël.
Peintre et illustrateur de mode, travaillant principalement à la gouache et aux crayons de couleurs, il croque la faune branchée de Paris ou de New York, et se définit comme un chroniqueur de la culture contemporaine. Le Delarge souligne que l'ironie de ses figures maigres et « élongées », se révèle dans le vernissage de 2010  à la Galerie Gagosian.
Il est également chroniqueur et illustrateur pour le magazine GQ. En 2019, il illustre le reportage de la journaliste Lætitia Cénac sur la maison Chanel (éd. La Martinière).
En 2020, le Musée d'Orsay invite Jean-Philippe Delhomme en tant qu'artiste en résidence. Comme premier artiste Instagram en résidence au Musée d'Orsay, il imagine la vie numérique des artistes dont les œuvres font la richesse de la collection du musée.

## Publications

### Albums
- Polaroïds de Jeunes filles, Albin Michel, 1990.
- (en) Visit to Another Planet, Callaway, 2000 (ISBN 9780935112467, présentation en ligne).
- Le Drame de la déco, Denoël, 2000.
- Vacances sur une autre planète, Hachette, 2001.
- La Chose littéraire, Denoël, 2002.
- Carnet de voyages, 2002.
- Art Contemporain, Denoël, 2003.
- Scènes de la vie parentale, Denoël, 2007.
- Design Addicts, Thames & Hudson, 2007.
- The Cultivated Life, Rizzoli, 2009 (recueil de ses dessins).
- The Unknown Hipster Diaries, 2012.
- New York,  Louis Vuitton, 2013.
- Les heures claires de la Villa Savoye, 2015.
- Chroniques contemporaines, 2015.
- Classe  Ego, Denoël, 2019, 160 p. (ISBN 9782207158913, présentation en ligne).

### Romans
- Mémoires d'un pitbull, Denoël, 1999
- La dilution de l'artiste, Denoël, 2001
- Comique de proximité, Denoël, 2005
- Journal lacustre, Exils, 2013

### Illustration
- Dans les coulisses de Chanel, textes de Lætitia Cénac, Éditions de La Martinière, coll. Dans les coulisses de, 2019  (ISBN 978-2-7324-8650-5) (BNF 45754763).
- Christian Dior et le Sud - Le château de la Colle Noire -  texte de Laurence Benaïm, Rizzoli international, 2017 (ISBN 978-0-8478-5817-0).
- Légendes des réserves, texte de Maylis de Kerangal, Gallimard, 2021,  (ISBN 978-2-07-295869-4).

## Cinéma
- L'art d'être heureux de Stefan Liberski (2024) : librement adapté de son roman La dilution de l'artiste[13]

## Expositions personnelles
- Model resting, Galerie Perrotin (Paris), du 23 novembre 2024 au 18 janvier 2025[14],
- Visage(s), Galerie Perrotin (Tokyo), du 31 août au 5 novembre 2023[15][source secondaire souhaitée],
- Flowers for book, Galerie Perrotin (Séoul), du 29 avril au 28 mai 2021[16],
- Los Angeles Langage, Galerie Perrotin (Paris), du 23 mai au 14 août 2020[17].